# Germain Henri Hess
Germain Henri Hess (8 de agosto de 1802 - 30 de noviembre de 1850) fue un químico y médico suizo que formuló la Ley de Hess, uno de los primeros principios de la termoquímica.
Nacido en Ginebra, su padre fue un artista y en 1805 se mudó con su familia a Rusia en busca de trabajo. Hess estudió en la Universidad de Tartu graduándose como médico en 1825. Hess se interesó por la química después de su encuentro con Jöns Jakob Berzelius, el famoso químico sueco, y fue a la Universidad de Estocolmo para estudiar con él. A su regreso a Rusia, Hess se unió a una expedición de estudio de la geología de los Montes Urales antes de ejercer como médico en Irkutsk. 
En 1830, Hess se dedicó completamente a la química, llegando a ser profesor del Instituto tecnológico de la Universidad de San Petersburgo. En su trabajo más conocido, publicado en 1840, presenta la “Ley de la suma constante del calor”, una ley termoquímica que hoy lleva su nombre: ley de Hess. Ésta decía, básicamente, que la entalpía de una reacción se podía obtener sumando algebraicamente las entalpías de otras reacciones varias relacionadas con la que nos interesa. Hoy en día, no podríamos entender la termoquímica sin esta ley.
En 1842 publica la “Ley de la electroneutralidad”, que se anticipa a la teoría de la disociación electrolítica de Svante Arrhenius.
Otros trabajos de Hess están relacionados con minerales, incluyendo el análisis de la telúrida de plata (Ag2Te), llamada hessita en su honor. También descubrió que la oxidación del azúcar produce el ácido sacárido.